# Prof (rapero)
Jacob "Jake" Anderson (Mineápolis, 29 de abril de 1984), más conocido por su nombre artístico Prof, es un rapero, cantante y compositor estadounidense de la ciudad de Mineápolis, Minnesota. Lanzó su primer LP, Proyecto Gampo, en 2007 y desde entonces lanzó cinco álbumes más y tres EPs. En 2012, la revista City Pages lo mencionó en su lista de los 20 mejores raperos de Minnesota.

## Primeros años
Jacob Anderson nació en Minneapolis, Minnesota, y creció en la parte alta de la ciudad en el barrio de Powderhorn. Su madre, Colleen, tuvo una relación complicada con su padre (quién padeció de desorden bipolar y era violento), más tarde se divorciaron y dividieron a los hermanos entre las dos partes. En sus años de adolescencia, desarrolló una personalidad "cómica, cochina-boquisuelta" como definió un amigo de su infancia. Anderson se graduó de la escuela Minneapolis South High School en 2002.

## Carrera musical
En 2010, Prof era parte del tour de visitas guiado llamado "Rhymesayers' Welcome to Minnesota Tour". A mediados de la década del 2000, Prof regularmente actuaba en el bar Dinkytowner con su socio y amigo Rahzwell que estaba en auge en ese momento. En uno de estos espectáculos fue que Prof conocería su a su mánager, Mike Campbell. Prof Y Campbell, junto con Dillon Parker, más tarde se convertirían en copropietarios del sello musical Stophouse Music Group, una disquera que posee y dirige sus propios estudios del mismo nombre, Stophouse Estudios, en el noreste de Minneapolis.
La revista City Pages nombró Prof como el 19.º mejor rapero de Minnesota en 2012, citando su destreza musical, "su voz para el canto es impresionante", y su capacidad de atraer y dar risa al público. En cambio el músico y crítico Dwight Hobbes, en Twin Cities Daily Planet afirmó que el álbum de Prof del 2011, King Gampo, era "una autoindulgencia estúpida y narcisista completamente desenfrenada, sin una pizca de arte redentor" y "rap en su peor momento".
Prof ha sido señalado como uno de los pocos raperos de Minneapolis que con su acto (además de Doomtree y varios Rhymesayers artistas) son capaces de vender lleno el afamado First Avenue Mainroom, y el único en hacerlo en años recientes sin el respaldo de la estación de radio pública de Minnesota, 89.3 The Current.
En mayo de 2013, cuándo Busta Rhymes no apareció en el Soundset Music Festival en Shakopee, Minnesota, Prof lo sustituyó con el único aviso de una hora.
En diciembre de 2013, Prof firmó con Rhymesayers Diversion. El vídeo de anuncio presentó al cofundador del sello, Slug, y coincidió con el lanzamiento del sencillo "The Reply". Para la ocasión el periódico The Star Tribune de Minneapolis informó que Prof lanzaría otro álbum en 2014.
En mayo de 2015, Prof anunció durante una entrevista su álbum debut con Rhymesayers, titulado "Liability". En la misma entrevista, también reveló que había firmado con William Morris Endeavor para futuras giras. Prof lanzó el mismo año su sencillo llamado "Ghost" dentro del álbum. El 16 de octubre de 2015 finalmente lanzó "Liability" que alcanzó el puesto 141 en el Billboard 200 hasta el 7 de noviembre de 2015.
El febrero de 2018, Prof anunció el lanzamiento de un nuevo álbum, titulado Pookie Baby, para el 13 de abril. El 6 de septiembre del 2019, Prof estrenó un vídeo musical para su canción llamada "Cousins" acompañado de Santo Paul, Minnesota rapper y Cashinova.
Además, el 20 de octubre de 2019, la canción "Church" apareció en el tema de apertura del episodio 4 de la segunda temporada de The Rookie de la ABC.
El 29 de abril del 2020, Prof lanzó su primer sencillo, "Squad Goals", de su nuevo álbum anunciado Powderhorn Suites que se anunció para el 26 junio. Aun así, el 25 de junio, Rhymesayers sacó a Prof de su sello, declarando que  "no solo no pudieron ver el verdadero estilo de Prof sino también cuestionar las intenciones detrás de su música, mensajes y contenido con más fuerza".  Además Rhymesayers pretendía parar el lanzamiento de Powderhorn Suites en la medida que pudiera dada la fecha de liberación inminente.
El 22 de octubre del 2020, Prof anunció el relanzamiento de Powderhorn Suites por su nuevo sello Stophouse Music Group y estrenó un vídeo musical para la canción "Animal Patrol"  para el álbum. Powderhorn Suites fue lanzado por Stophouse Music Group el 13 de noviembre del 2020. Prof estrenó el vídeo musical para su  canción del álbum Powderhorn Suites "Outside Baby" el mismo día del lanzamiento del álbum. El 20 de noviembre de ese año Powderhorn Suites alcanzó el puesto  36 en la Billboard 200.

## Discografía
Todos los  álbumes hasta 2013 fueron lanzados por Stophouse Music Group. Liability (2015) y Pookie Baby (2018) fueros lanzados por Rhymesayers Entertainment. Powderhorn Suites  fue posteriormente lanzado por Stophouse Music Group en 2020.

### Álbumes de estudio
- Abasolutely (2006) (con Rahzwell)
- Project Gampo (2007)
- Recession Music (2009) (con St. Paul Esbelto)
- King Gampo (2011)
- Liability (2015)
- Pookie Baby (2018)[25]
- Powderhorn Suites (2020)[26]

### EPs
- Káiser Von Powderhorn (2008)
- Káiser Von Powderhorn 2 (2010)
- Káiser Von Powderhorn 3 (2012)